# فم السمكة (نجم)

نجم بيتا الحوت تجده في الجزء الأيمن الأبيض المعلم β من برج الحوت

بيتا الحوت (بالإنجليزية: β Piscium)، المسمى رسميًا فم السمكة، هو نجم عملاق أزرق-أبيض في كوكبة برج الحوت. قدره الظاهري 4.40، مما يعني أنه يمكن رؤيته بالعين المجردة. استنادًا إلى قياسات اختلاف المنظر المأخوذة خلال مهمة هيباركوس، يبعد هذا النجم نحو 410 سنة ضوئية (125 فرسخ فلكي) عن الشمس. أي أنه من ضمن مجرتنا - مجرة درب التبانة.

## التسمية
β Piscium (مُلَتَّنة إلى Beta Piscium) هي تسمية باير للنجم.
في عام 2016، نظمت الاتحاد الفلكي الدولي (IAU) فريق عمل معني بأسماء النجوم (WGSN)  لفهرسة وتوحيد الأسماء المناسبة للنجوم. وافق WGSN على اسم فم السمكة (بالإنجليزية: Fumalsamakah) لهذا النجم في 1 يونيو 2018 وهو الآن مدرج في قائمة أسماء النجوم المعتمدة من الاتحاد الفلكي الدولي.

## خصائصه
Beta Piscium هو نجم Be، فئة خاصة من نجوم النسق الأساسي من النوع B ذو خطوط انبعاث في أطيافها. مع التصنيف الطيفي B6Ve، تقدر كتلته بنحو 4.7 كتلة شمسية، ونصف قطره حوالي 3.6 نصف قطر شمسي. يشتبه في أنه نجم متغير. يُشعّ نجم فم السمكة 524 ضعف إضاءة الشمس من غلافه الضوئي عند درجة حرارة فعالة تبلغ 15500 كلفن (أي 5770 درجة مئوية لسطح الشمس). النجم ذو معدل تدوين مرتفع، مما يدل على سرعة دوران متوقعة تبلغ قرابة 90 كم / ثانية. لا يبدو أن نجم فم السمكة له نجوم مصاحبة.